# Thinking of You
Thinking of You är en låt skriven och framförd av Katy Perry. Den finns med på albumet One of the Boys. Låten handlar om att hon älskar en gammal pojkvän som hon dock inte kan gå tillbaka till eftersom hon har hittat en ny.